# Rudolf Schirmer
Rudolf Schirmer (Greifswald, 10 marzo 1831 – Greifswald, 27 gennaio 1896) è stato un oculista tedesco.

## Biografia
Inizialmente studiò medicina presso l'Università di Greifswald, poi ha avanzato i suoi studi a Gottinga, Berlino, Parigi e Vienna. Più tardi ritornò a Greifswald, dove conseguì l'abilitazione per l'oftalmologia nel 1860. Nel 1873 ebbe la cattedra di oftalmologia, posizione che tenne fino al suo ritiro avvenuto nel 1893. Nel 1885 ha succeduto il filosofo Wilhelm Schuppe come rettore universitario a Greifswald.
Schirmer è accreditato per aver stabilito l'oftalmologia come disciplina indipendente a Greifswald, e per la sua ricerca che coinvolge le anomalie di rifrazione e di sistemazione dell'occhio. Inoltre svolse degli studi approfonditi sulle malattie che coinvolgono l'apparato lacrimale.
Il termine "sindrome di Schirmer" venne chiamato da lui e indica l'associazione di idroftalmia (glaucoma precoce) con la sindrome di Sturge-Weber.
Suo figlio Otto Schirmer (1864-1918) era anche un professore di oftalmologia a Greifswald.

## Pubblicazioni
- Ein Fall von Telangiektasia. Albrecht von Graefe's Archiv für Ophtalmologie, 1860, 7: 119-121. .
- Die Lehre von den Refractions- und Accomodationsstörungen des Auges. Berlin, 1866. Die Krankheiten der Thränenorgane. Graefe-Saemisch, Handbuch der Augenheilkunde.[3]